# Adolf Föhrenbach
Adolf August Föhrenbach (* 19. April 1845 in Karlsruhe; † 29. November 1928 in Freiburg im Breisgau) war ein deutscher Jurist und badischer Beamter. Er stand seit 1872 im badischen Staatsdienst und war Landeskommissär. Zum 1. Mai 1910 wurde er in den Ruhestand versetzt.

## Leben

### Familie
Adolf Föhrenbach war der Sohn von August Föhrenbach, Geheimer Regierungsrat in Freiburg und Karlsruhe, und der Emma geborene Wänker. Er heiratete am 11. August 1885 Anna geborene Hebting (* 30. Oktober 1860), Tochter des Geheimen Regierungsrates Hebting. Aus dieser Ehe entstammen zwei Kinder: Gabriele (* 27. September 1889) und Erich (* 11. Juli 1892).

### Ausbildung
Nach dem 1864 am Lyzeum Freiburg abgelegten Abitur, studierte Föhrenbach ab dem Wintersemester 1864/65 Rechtswissenschaften an der Universität Heidelberg und danach ab dem Wintersemester 1865/66 bis zum Sommersemester 1868 an der Universität Freiburg. Während seines Studiums in Heidelberg wurde er im Winter-Semester 1864/65 Mitglied der Burschenschaft Frankonia Heidelberg. Nach dem ersten Staatsexamen wurde er ab dem 24. Dezember 1868 Praktikant beim Amtsgericht Wiesloch und danach ab dem 1. Mai 1869 beim Amtsgericht Konstanz und schließlich ab dem 1. Januar 1870 beim Kreis- und Hofgericht Freiburg. Nach den Stationen am Kreisgericht Lörrach und beim Bezirksamt Freiburg wurde er ab dem 4. Mai 1871 Referendar.

### Laufbahn
Am 15. Januar 1872 wurde Adolf Föhrenbach Referendar und dritter Beamter beim Bezirksamt Freiburg. Im Dezember 1872 war er Dienstverweser beim Bezirksamt Oberkirch und am 28. Januar 1873 wurde er Dienstverweser beim Bezirksamt Emmendingen und danach bei den Bezirksämtern Sinsheim und Baden.
Am 2. Juli 1874 wurde Föhrenbach Amtmann beim Bezirksamt Karlsruhe, am 24. Januar 1877 Amtsvorstand beim Bezirksamt St. Blasien und er wurde dort am 23. April 1879 zum Oberamtmann befördert. Ab 27. Juni 1882 war er Amtsvorstand beim Bezirksamt Eberbach und ab 9. April 1884 Amtsvorstand beim Bezirksamt Schopfheim. Am 14. Juni 1890 wurde er Amtsvorstand beim Bezirksamt Offenburg und am 29. März 1893 wurde er zum Geheimen Regierungsrat ernannt.
Am 16. März 1896 wurde er Oberamtmann beim Bezirksamt Freiburg und erlangte am 11. März 1899 den Posten des Oberamtmanns beim Bezirksamt Karlsruhe. Am 17. Juli 1902 wurde er zum Geheimen Oberregierungsrat ernannt. Ab 16. März 1906 war Adolf Föhrenbach Kollegialmitglied im Ministerium des Innern und Landeskommissär für die Kreise Karlsruhe und Baden mit Sitz in Karlsruhe. Schließlich wurde er am 1. Mai 1910 zum Geheimen Rat 2. Klasse ernannt und gleichzeitig in den Ruhestand versetzt.

## Auszeichnungen
- 1896 Ritterkreuz 1. Klasse mit Eichenlaub des Ordens vom Zähringer Löwen
- 1902 Badischer Orden Berthold des Ersten
- 1902 Badische Jubiläumsmedaille
- 1906 Preußischer Kronen-Orden 2. Klasse
- 1908 Preußischer Roter Adlerorden 2. Klasse
- 1909 Bayerischer Verdienstorden vom Heiligen Michael 2. Klasse